# Mouillac (Gironde)
Mouillac település Franciaországban, Gironde megyében. Lakosainak száma 89 fő (2022. január 1.). Mouillac Saint-Genès-de-Fronsac, Val de Virvée, Vérac és Salignac községekkel határos.

## Népesség
A település népességének változása:
| Lakosok száma | 58   | 55   | 72   | 105  | 97   | 91   | 88   | 86   | 89   | 89   |
|               | 1968 | 1982 | 1990 | 2006 | 2013 | 2015 | 2017 | 2019 | 2020 | 2022 |